# Patriotische Gesellschaft

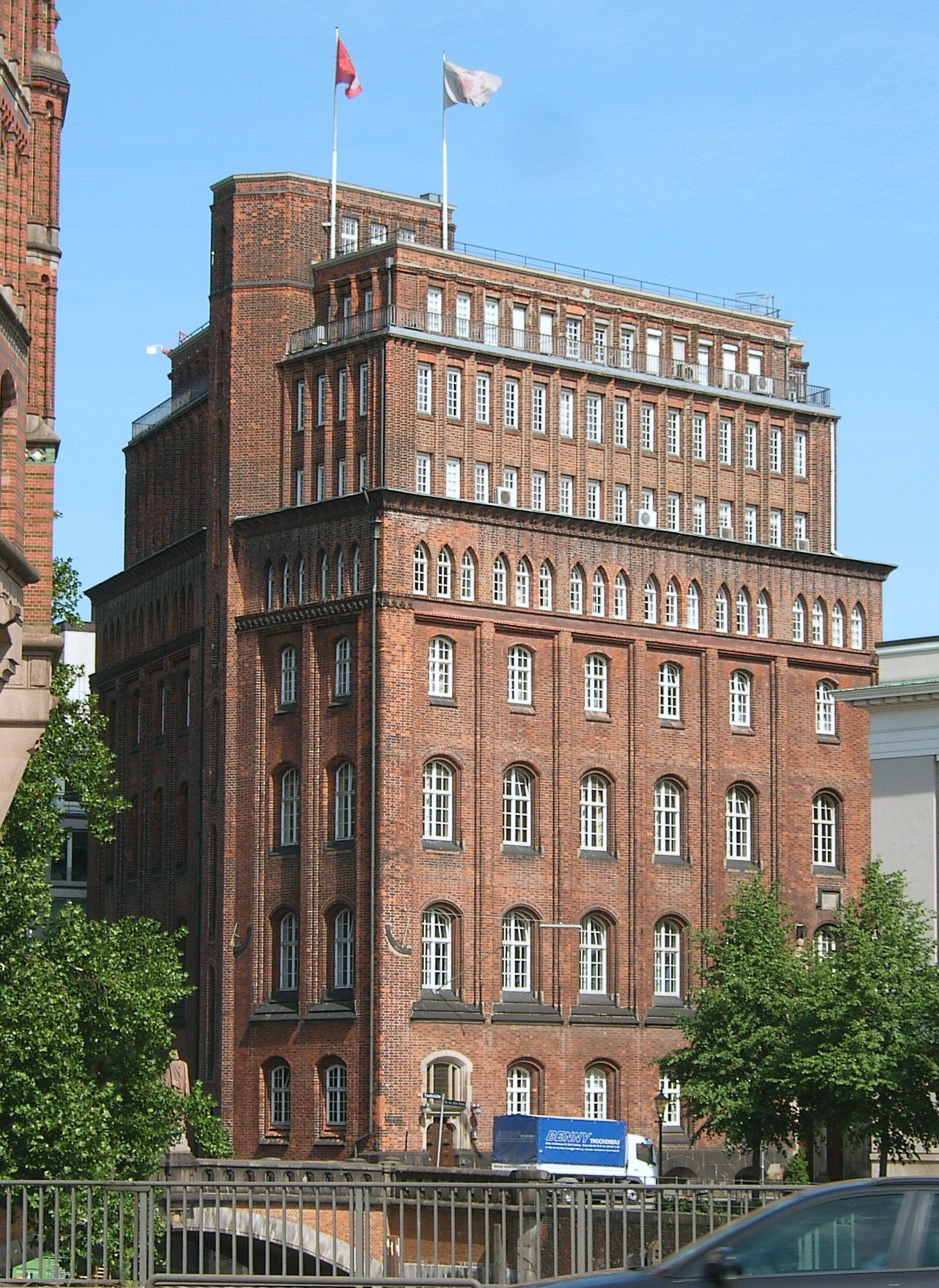

Patriotische Gesellschaft (Patriotiska sällskapet) är en allmännyttig förening i Hamburg grundad 1765.
Patriotische Gesellschaft grundades i Hamburg 1765 med förebilder tagna i Royal Dublin Society, Royal Society of Arts i London och Société d'Encouragement de l'Industrie Nationale i Paris. I Basel och Lübeck finns motsvarande sällskap. I sällskapets namn ska det patriotiska inte tolkas som något nationellt eller xenofobiskt utan viljan att osjälviskt bidra till det allmänna.
Till föreningens initiativ kan noteras införandet av åskledare och potatisodlingar i Hamburg och grundandet av Europas första sparkassa 1778. Vidare Hamburgs offentliga bokhallar och fattigvård och en föregångare till arbetsförmedlingen för hamnarbetare. Föreningen var också med och grundade Museum für Kunst und Gewerbe i Hamburg Museum für Hamburgische Geschichte och 1767 grundade man föregångaren till Hochschule für bildende Künste Hamburg. Under senare år har man bland annat arbetat med framtagandet av minnestavlor över stadens historia.